# Varsselring
Het Circuit Varssel, ook wel bekend als de Varsselring, is een wegcircuit tussen Hengelo (Gelderland) en Varssel. Op het circuit worden elk jaar met Hemelvaart wegraces voor motoren georganiseerd door de HAMOVE. Hierbij behoren ook een tweetal races voor het International Road Racing Championship, IRRC, of tussen 2003 en 2009 voor de Drie landen cup, de voorganger van het IRRC. Het circuit kenmerkt zich als een smal, driehoekig circuit met lange snelle gedeelten. het langste rechte stuk bevat daarom ook twee chicanes gebouwd in 2001. Eerder was er al een tijdelijke chicane op datzelfde rechte stuk. Samen met het Circuit Paalgraven is de Varsselring één uit slechts twee wegcircuits nog in gebruik dezer dagen in Nederland.